# 1993年のNFLドラフト
1993年のNFLドラフトは、58回目のNFLドラフト。1993年4月25日から26日までの2日間ニューヨークのタイムズスクエアにあるマリオット・マーキスで開催された。このドラフトまで各チームは8巡まで指名したが、翌年から7巡までの指名となった。
ドラフト指名順は、完全ウェーバー制で行われた。NFLワーストに終わったニューイングランド・ペイトリオッツが全体1位指名権でワシントン州立大学のQBドリュー・ブレッドソーを指名した。シアトル・シーホークスが全体2位指名権でリック・マイアーを指名した。ペイトリオッツ、シーホークスはいずれもオフェンスの立て直しが急務と考えられ、ブレッドソー、マイアーの2人が全体1位、2位指名されると見られていた。
フェニックス・カージナルスに全体3位指名されたガリソン・ハーストは後にカムバック賞に2度選ばれた。
ニューヨーク・ジャイアンツに2巡で指名されたマイケル・ストレイハンは2001年にNFL記録となる22.5サックをあげた。
ダラス・カウボーイズに4巡で指名されたデリック・ラシックはエミット・スミスがホールドアウトしたため、開幕から2週続けて先発RBとして起用されたが、チームは連敗したため、カウボーイズとエミット・スミスは契約に合意した。
前年のハイズマン賞受賞者のジノ・トレッタは7巡でミネソタ・バイキングスに指名された。
カンザスシティ・チーフスは前年の補足ドラフトで2巡指名を行ったため、この年の2巡指名権を失った。

## 指名選手

### 1巡指名選手
| 指名順位 | チーム                             | 選手名                                           | ポジション                                       | 出身大学                                         |
| 1        | ニューイングランド・ペイトリオッツ | ドリュー・ブレッドソー                           | QB                                               | ワシントン州立大学                               |
| 2        | シアトル・シーホークス             | リック・マイアー                                 | QB                                               | ノートルダム大学                                 |
| 3        | フェニックス・カージナルス         | ガリソン・ハースト                               | RB                                               | ジョージア大学                                   |
| 4        | ニューヨーク・ジェッツ             | マービン・ジョーンズ                             | LB                                               | フロリダ州立大学                                 |
| 5        | シンシナティ・ベンガルズ           | ジョン・コープランド                             | DE                                               | アラバマ大学                                     |
| 6        | タンパベイ・バッカニアーズ         | エリック・カリー                                 | DE                                               | アラバマ大学                                     |
| 7        | シカゴ・ベアーズ                   | カーティス・コンウェイ                           | WR                                               | USC                                              |
| 8        | ニューオーリンズ・セインツ         | ウィリー・ローフ                                 | OT                                               | ルイジアナ工科大学                               |
|          | ニューヨーク・ジャイアンツ         | 前年の補足ドラフトでの指名により、指名権を失った | 前年の補足ドラフトでの指名により、指名権を失った | 前年の補足ドラフトでの指名により、指名権を失った |
| 9        | アトランタ・ファルコンズ           | リンカーン・ケネディ                             | OT                                               | ワシントン大学                                   |
| 10       | ロサンゼルス・ラムズ               | ジェローム・ベティス                             | RB                                               | ノートルダム大学                                 |
| 11       | デンバー・ブロンコス               | ダン・ウィリアムズ                               | DE                                               | トレド大学                                       |
| 12       | ロサンゼルス・レイダース           | パトリック・ベイツ                               | S                                                | テキサスA&M大学                                  |
| 13*      | ヒューストン・オイラーズ           | ブラッド・ホプキンス                             | OT                                               | イリノイ大学                                     |
| 14       | クリーブランド・ブラウンズ         | スティーブ・エベリット                           | C                                                | ミシガン大学                                     |
| 15       | グリーンベイ・パッカーズ           | ウェイン・シモンズ                               | LB                                               | クレムソン大学                                   |
| 16       | インディアナポリス・コルツ         | ショーン・ドーキンス                             | WR                                               | カリフォルニア大学                               |
| 17       | ワシントン・レッドスキンズ         | トム・カーター                                   | CB                                               | ノートルダム大学                                 |
| 18       | フェニックス・カージナルス         | アーネスト・ダイ                                 | OG                                               | サウスカロライナ大学                             |
| 19       | フィラデルフィア・イーグルス       | レスター・ホームズ                               | OG                                               | ジャクソン州立大学                               |
| 20*      | ニューオーリンズ・セインツ         | アーブ・スミス                                   | TE                                               | ノートルダム大学                                 |
| 21       | ミネソタ・バイキングス             | ロバート・スミス                                 | RB                                               | オハイオ州立大学                                 |
| 22       | サンディエゴ・チャージャーズ       | ダリアン・ゴードン                               | CB                                               | スタンフォード大学                               |
| 23       | ピッツバーグ・スティーラーズ       | ディオン・フィギュアズ                           | CB                                               | コロラド大学                                     |
| 24       | フィラデルフィア・イーグルス       | レナード・レンフロー                             | DT                                               | コロラド大学                                     |
| 25       | マイアミ・ドルフィンズ             | O・J・マクダフィー                               | WR                                               | ペンシルベニア州立大学                           |
| 26       | サンフランシスコ・49ers            | デイナ・スタブルフィールド                       | DT                                               | カンザス大学                                     |
| 27       | サンフランシスコ・49ers            | トッド・ケリー                                   | DE                                               | テネシー大学                                     |
| 28       | バッファロー・ビルズ               | トーマス・スミス                                 | CB                                               | ノースカロライナ大学                             |
| 29       | グリーンベイ・パッカーズ           | ジョージ・ティーグ                               | FS                                               | アラバマ大学                                     |

### 2巡指名選手
| 指名順位 | チーム                             | 選手名                                           | ポジション                                       | 出身大学                                         |
| 30       | シアトル・シーホークス             | カールトン・グレイ                               | CB                                               | UCLA                                             |
| 31       | ニューイングランド・ペイトリオッツ | クリス・スレイド                                 | DE                                               | バージニア大学                                   |
| 32       | フェニックス・カージナルス         | ベン・コールマン                                 | OG                                               | ウェイクフォレスト大学                           |
| 33       | デトロイト・ライオンズ             | ライアン・マクニール                             | CB                                               | マイアミ大学                                     |
| 34       | タンパベイ・バッカニアーズ         | デメトリアス・デュボース                         | LB                                               | ノートルダム大学                                 |
| 35       | シカゴ・ベアーズ                   | カール・シンプソン                               | DT                                               | フロリダ州立大学                                 |
| 36       | ニューヨーク・ジェッツ             | コールマン・ルドルフ                             | DE                                               | ジョージア工科大学                               |
| 37       | シンシナティ・ベンガルズ           | トニー・マギー                                   | TE                                               | ミシガン大学                                     |
| 38       | アトランタ・ファルコンズ           | ロジャー・ハーパー                               | S                                                | オハイオ州立大学                                 |
| 39       | ニューヨーク・ジャイアンツ         | トロイ・ドレイトン                               | TE                                               | ペンシルベニア州立大学                           |
| 40       | ニューヨーク・ジャイアンツ         | マイケル・ストレイハン                           | DE                                               | テキサスサザン大学                               |
| 41       | サンディエゴ・チャージャーズ       | ネイトロン・ミーンズ                             | RB                                               | ノースカロライナ大学                             |
| 42       | クリーブランド・ブラウンズ         | ダン・フットマン                                 | DE                                               | フロリダ州立大学                                 |
| 43       | デンバー・ブロンコス               | グリン・ミルバーン                               | RB                                               | スタンフォード大学                               |
| 44       | ピッツバーグ・スティーラーズ       | チャド・ブラウン                                 | LB                                               | コロラド大学                                     |
| 45       | ワシントン・レッドスキンズ         | レジー・ブルックス                               | RB                                               | ノートルダム大学                                 |
| 46       | ダラス・カウボーイズ               | ケビン・ウィリアムズ                             | WR                                               | マイアミ大学                                     |
| 47       | ヒューストン・オイラーズ           | マイケル・バロー                                 | LB                                               | マイアミ大学                                     |
|          | カンザスシティ・チーフス           | 前年の補足ドラフトでの指名により、指名権を失った | 前年の補足ドラフトでの指名により、指名権を失った | 前年の補足ドラフトでの指名により、指名権を失った |
| 48       | サンフランシスコ・49ers            | エイドリアン・ハーディ                           | CB                                               | ノースウェスタン州立大学                         |
| 49       | インディアナポリス・コルツ         | ルーズベルト・ポッツ                             | RB                                               | ノースイーストルイジアナ大学                     |
| 50       | フィラデルフィア・イーグルス       | ヴィクター・ベイリー                             | WR                                               | ミズーリ大学                                     |
| 51       | ニューイングランド・ペイトリオッツ | トッド・ルッチ                                   | OG                                               | ペンシルベニア州立大学                           |
| 52       | ミネソタ・バイキングス             | カドリー・イスマイル                             | WR                                               | シラキュース大学                                 |
| 53       | ニューオーリンズ・セインツ         | レジー・フリーマン                               | LB                                               | フロリダ州立大学                                 |
| 54       | ダラス・カウボーイズ               | ダリン・スミス                                   | LB                                               | マイアミ大学                                     |
| 55       | バッファロー・ビルズ               | ジョン・パレラ                                   | DT                                               | ネブラスカ大学                                   |
| 56       | ニューイングランド・ペイトリオッツ | ヴィンセント・ブリスビー                         | WR                                               | ノースイーストルイジアナ大学                     |

### 3巡指名選手
| 指名順位 | チーム                       | 選手名                     | ポジション | 出身大学                      |
| 57       | ミネソタ・バイキングス       | ジョン・ゲラック           | OG         | ペンシルベニア州立大学        |
| 58       | ロサンゼルス・レイダース     | ビリー・ジョー・ホバート   | QB         | ワシントン大学                |
| 59       | シンシナティ・ベンガルズ     | スティーブ・トーバー       | LB         | オハイオ州立大学              |
| 60       | タンパベイ・バッカニアーズ   | ラマー・トーマス           | WR         | マイアミ大学                  |
| 61       | シカゴ・ベアーズ             | クリス・ジェドニー         | TE         | シラキュース大学              |
| 62       | デトロイト・ライオンズ       | アントニオ・ロンドン       | DT         | アラバマ大学                  |
| 63       | シンシナティ・ベンガルズ     | タイ・パーテン             | DT         | アリゾナ大学                  |
| 64       | サンディエゴ・チャージャーズ | ジョー・ココゾ             | OG         | ミシガン大学                  |
| 65       | インディアナポリス・コルツ   | レイ・ブキャナン           | CB         | ルイビル大学                  |
| 66       | ニューヨーク・ジャイアンツ   | マーカス・バックリー       | LB         | テキサスA&M大学               |
| 67       | アトランタ・ファルコンズ     | ハロルド・アレクサンダー   | P          | アパラチアン州立大学          |
| 68       | デトロイト・ライオンズ       | マイク・コンプトン         | C          | ウェストバージニア大学        |
| 69       | デンバー・ブロンコス         | ロンデル・ジョーンズ       | S          | ノースカロライナ大学          |
| 70       | デンバー・ブロンコス         | ジェイソン・イーラム       | K          | ハワイ大学                    |
| 71       | ワシントン・レッドスキンズ   | リック・ハミルトン         | LB         | セントラルフロリダ大学        |
| 72       | ロサンゼルス・レイダース     | ジェームズ・トラップ       | CB         | クレムソン大学                |
| 73       | ロサンゼルス・ラムズ         | ラッセル・ホワイト         | RB         | カリフォルニア大学            |
| 74       | カンザスシティ・チーフス     | ウィル・シールズ           | OG         | ネブラスカ大学                |
| 75       | フィラデルフィア・イーグルス | デリック・フレイジャー     | CB         | テキサスA&M大学               |
| 76       | ピッツバーグ・スティーラーズ | アンドレ・ヘイスティングス | WR         | ジョージア大学                |
| 77       | フィラデルフィア・イーグルス | マイク・リード             | FS         | ノースカロライナ州立大学      |
| 78       | マイアミ・ドルフィンズ       | テリー・カービー           | RB         | バージニア大学                |
| 79       | ミネソタ・バイキングス       | ギルバート・ブラウン       | DT         | カンザス大学                  |
| 80       | ワシントン・レッドスキンズ   | エド・バン                 | P          | テキサス大学エルパソ校        |
| 81       | グリーンベイ・パッカーズ     | アール・ドットソン         | OT         | テキサスA&M大学キングスビル校 |
| 82       | タンパベイ・バッカニアーズ   | ジョン・リンチ             | SS         | スタンフォード大学            |
| 83       | クリーブランド・ブラウンズ   | マイク・コールドウェル     | LB         | ミドルテネシー州立大学        |
| 84       | ダラス・カウボーイズ         | マイク・ミドルトン         | S          | インディアナ大学              |
| 85       | シアトル・シーホークス       | ディーン・ウェルズ         | LB         | ケンタッキー大学              |

### 4巡指名選手
| 指名順位 | チーム                             | 選手名                     | ポジション | 出身大学             |
| 86       | ニューイングランド・ペイトリオッツ | ケビン・ジョンソン         | DT         | テキサスサザン大学   |
| 87       | フェニックス・カージナルス         | ロナルド・ムーア           | RB         | ピッツバーグ州立大学 |
| 88       | ニューヨーク・ジェッツ             | デビッド・ウェア           | OT         | バージニア大学       |
| 89       | ニューオーリンズ・セインツ         | ロレンゾ・ニール           | FB         | フレズノ州立大学     |
| 90       | シンシナティ・ベンガルズ           | マーセロ・シモンズ         | CB         | サウスメソジスト大学 |
| 91       | タンパベイ・バッカニアーズ         | ルディ・ハリス             | RB         | クレムソン大学       |
| 92       | インディアナポリス・コルツ         | ダーウィン・グレイ         | S          | BYU                  |
| 93       | ニューヨーク・ジャイアンツ         | グレッグ・ビショップ       | OT         | パシフィック大学     |
| 94       | ダラス・カウボーイズ               | デリック・ラシック         | RB         | アラバマ大学         |
| 95       | サンディエゴ・チャージャーズ       | レイリー・ジョンソン       | DE         | アーカンソー大学     |
| 96       | ダラス・カウボーイズ               | ロン・ストーン             | OG         | ボストンカレッジ     |
| 97       | シカゴ・ベアーズ                   | トッド・ペリー             | OG         | ケンタッキー大学     |
| 98       | デンバー・ブロンコス               | ジェフ・ロビンソン         | DE         | アイダホ大学         |
| 99       | サンディエゴ・チャージャーズ       | ルイス・ブッシュ           | LB         | ワシントン州立大学   |
| 100      | シカゴ・ベアーズ                   | マイロン・ベイカー         | LB         | ルイジアナ工科大学   |
| 101      | ワシントン・レッドスキンズ         | スターリング・パーマー     | DE         | フロリダ州立大学     |
| 102      | ヒューストン・オイラーズ           | トラビス・ハナ             | WR         | USC                  |
| 103      | カンザスシティ・チーフス           | ジェイム・フィールズ       | LB         | ワシントン大学       |
| 104      | タンパベイ・バッカニアーズ         | ホーレス・コープランド     | WR         | マイアミ大学         |
| 105      | マイアミ・ドルフィンズ             | ロニー・ブラッドフォード   | CB         | コロラド大学         |
| 106      | ミネソタ・バイキングス             | アシュリー・シェパード     | LB         | クレムソン大学       |
| 107      | インディアナポリス・コルツ         | デボン・マクドナルド       | LB         | ノートルダム大学     |
| 108      | ピッツバーグ・スティーラーズ       | ケビン・ヘンリー           | DE         | ミシシッピ州立大学   |
| 109      | ニューオーリンズ・セインツ         | デレック・ブラウン         | RB         | ネブラスカ大学       |
| 110      | ニューイングランド・ペイトリオッツ | コーウィン・ブラウン       | SS         | ミシガン大学         |
| 111      | バッファロー・ビルズ               | ラッセル・コープランド     | WR         | メンフィス州立大学   |
| 112      | シカゴ・ベアーズ                   | アルバート・フォンテノット | DE         | ベイラー大学         |

### 5巡指名以降の主な選手
| 指名順位 | チーム                             | 選手名                   | ポジション | 出身大学                     |
| 113      | ニューイングランド・ペイトリオッツ | スコット・シッソン       | K          | ジョージア工科大学           |
| 118      | グリーンベイ・パッカーズ           | マーク・ブルネル         | QB         | ワシントン大学               |
| 120      | ニューヨーク・ジェッツ             | エイドリアン・マレル     | RB         | ウェストバージニア大学       |
| 121      | アトランタ・ファルコンズ           | ロン・ジョージ           | LB         | スタンフォード大学           |
| 131      | ヒューストン・オイラーズ           | ジョン・ヘンリー・ミルズ | TE         | ウェイクフォレスト大学       |
| 136      | バッファロー・ビルズ               | マイク・デブリン         | C          | アイオワ大学                 |
| 137      | ニューオーリンズ・セインツ         | タイロン・ヒューズ       | CB         | ネブラスカ大学               |
| 144      | ニューヨーク・ジェッツ             | リッチー・アンダーソン   | FB         | ペンシルベニア州立大学       |
| 160      | ワシントン・レッドスキンズ         | フランク・ワイチェック   | TE         | メリーランド大学             |
| 166      | サンフランシスコ・49ers            | クリス・ダルマン         | OG         | スタンフォード大学           |
| 168      | ダラス・カウボーイズ               | バリー・ミンター         | LB         | タルサ大学                   |
| 170      | シアトル・シーホークス             | マイケル・マクラリー     | DE         | ウェイクフォレスト大学       |
| 177      | ニューヨーク・ジャイアンツ         | トッド・ピーターソン     | K          | ジョージア大学               |
| 181      | ロサンゼルス・レイダーズ           | グイレッグ・ビーカート   | LB         | コロラド大学                 |
| 192      | ミネソタ・バイキングス             | ジノ・トレッタ           | QB         | マイアミ大学                 |
| 194      | サンフランシスコ・49ers            | トロイ・ウィルソン       | LB         | ピッツバーグ州立大学         |
| 196      | ダラス・カウボーイズ               | ブロック・マリオン       | S          | ネバダ大学                   |
| 197      | シアトル・シーホークス             | ジェフ・ブラックシアー   | OG         | ノースイーストルイジアナ大学 |
| 198      | ニューイングランド・ペイトリオッツ | トロイ・ブラウン         | WR         | マーシャル大学               |
| 200      | ニューヨーク・ジェッツ             | クレイグ・ヘントリック   | P          | ノートルダム大学             |
| 202      | シンシナティ・ベンガルズ           | ダグ・ペルフリー         | K          | ケンタッキー大学             |
| 203      | ダラス・カウボーイズ               | デイブ・トーマス         | CB         | テネシー大学                 |
| 204      | シアトル・シーホークス             | アントニオ・エドワーズ   | DE         | バルドスタ州立大学           |
| 207      | ニューヨーク・ジャイアンツ         | ジェシー・アームステッド | LB         | マイアミ大学                 |
| 209      | ロサンゼルス・ラムズ               | マア・タヌバサ           | DT         | ハワイ大学                   |
| 214      | ヒューストン・オイラーズ           | ブレイン・ビショップ     | S          | ボール州立大学               |
| 216      | ピッツバーグ・スティーラーズ       | アレックス・バンペルト   | QB         | ピッツバーグ大学             |
| 218      | マイアミ・ドルフィンズ             | ドウェイン・ゴードン     | LB         | ニューハンプシャー大学       |
| 219      | サンフランシスコ・49ers            | エルビス・ガーバック     | QB         | ミシガン大学                 |
| 222      | サンディエゴ・チャージャーズ       | トレント・グリーン       | QB         | インディアナ大学             |

### 主な指名権のトレード
ニューヨーク・ジェッツは全体3位指名権をフェニックス・カージナルスの全体4位指名権及びRBジョニー・ジョンソンとトレードした。
デトロイト・ライオンズは全体8位指名権及び4巡指名権をニューオーリンズ・セインツのパット・スウィリングとトレードした。セインツはこのトレードで得た指名権でウィリー・ローフとロレンゾ・ニールを獲得、この二人は、いずれもプロボウルに選ばれた
カンザスシティ・チーフスは全体18位指名権をサンフランシスコ・49ersのジョー・モンタナとトレードした。49ersはこの指名権をフェニックス・カージナルスの全体20位指名権、5巡指名権とトレードした。さらに49ersはこの全体20位指名権をニューオーリンズ・セインツの全体26位指名権及び3巡指名権とトレードした。
ダラス・カウボーイズは全体29位指名権及び4巡指名権とグリーンベイ・パッカーズの2つの2巡指名権及び4巡指名権、8巡指名権とトレードした。

### ドラフト外入団の主な選手
| チーム                       | 選手名                   | ポジション | 出身大学                               |
| アトランタ・ファルコンズ     | ロビー・トーベック       | C          | ワシントン州立大学                     |
| シカゴ・ベアーズ             | シェーン・マシューズ     | QB         | フロリダ大学                           |
| クリーブランド・ブラウンズ   | オーランド・ブラウン     | OT         | サウスカロライナ州立大学               |
| グリーンベイ・パッカーズ     | ジョシュ・ミラー         | P          | アリゾナ大学                           |
| グリーンベイ・パッカーズ     | マット・ターク           | P          | ウィスコンシン大学ホワイトウォーター校 |
| インディアナポリス・コルツ   | マイク・バンダージャット | K          | ウェストバージニア大学                 |
| カンザスシティ・チーフス     | マイク・バートラム       | LS         | マーシャル大学                         |
| ロサンゼルス・レイダース     | ジェームズ・ジェット     | WR         | ウェストバージニア大学                 |
| ロサンゼルス・ラムズ         | ジェイミー・マーティン   | QB         | ウィーバー州立大学                     |
| ミネソタ・バイキングス       | ロバート・グリフィス     | S          | サンディエゴ州立大学                   |
| フィラデルフィア・イーグルス | ヴォーン・ヘブロン       | RB         | バージニア工科大学                     |
| サンディエゴ・チャージャーズ | ダレン・ベネット         | P          |                                        |
| シアトル・シーホークス       | マック・ストロング       | FB         | ジョージア大学                         |
| タンパベイ・バッカニアーズ   | マイケル・ハステッド     | K          | バージニア大学                         |